# Кашихара
Кашихара (јап. 橿原市) град је у Јапану у префектури Нара. Према попису становништва из 2005. у граду је живело 124.728 становника.

## Становништво
Према подацима са пописа, у граду је 2005. године живело 124.728 становника.
| 1995.   | 2000.   | 2005.   |
| ------- | ------- | ------- |
| 121.988 | 125.005 | 124.728 |